# 高等師範学校 (パリ)
高等師範学校（フランス語：École normale supérieure、略称 ENS、エコール・ノルマル・シュペリウール）は、フランス・パリのPSL研究大学のグランゼコール及びグランテタブリスマンである。高等教育機関の教員や研究者の養成を目標とし、一学年は300人程度の少数精鋭校である。エコール・ポリテクニーク、王立工芸院と並び、フランス革命時に創設された三校の一つである。多くのノーベル賞受賞者やフィールズ賞受賞者を輩出している。エコール・ポリテクニークとも並び、その入学試験はフランスで最難関と言われている。
学校制度上の高等師範学校（École normale supérieure）はパリ、サクレー、リヨン、レンヌにそれぞれ存在するが、単に高等師範学校と言えば、パリ5区ユルム通りに所在する狭義のパリ高等師範学校を指す。以下、本記事では同校について記述する。
なお、フランスでは、高等師範学校と師範学校の学生及び卒業生はノルマリアン （normalien）/ノルマリエンヌ（normalienne）と呼ばれる。

## 概要
もともとはフランス革命時に構想され、1794年10月3日に国民公会によって教員養成を目的として設立された。その後、1795年5月に廃止されたものの、1808年3月17日にナポレオン1世によって寄宿学校（pensionnat normal）として再び設立されることとなり、1822年まで存続した。1826年に再興され、1830年に師範学校（École normale）と名乗るようになった。1845年にécoles normalesと呼ばれる初等教員養成機関が設立された際に、supérieure（上部の意）という言葉が加わって現在の名称となった。
1847年に現在の所在地であるパリ市内のユルム通りに移転。
その後、学生が官界や学界で立身するための登龍門となる教育機関として発展してきた。
また、1985年にはパリ近郊のセーヴルの女子高等師範学校を吸収合併した。2019年現在、PSL研究大学の一校である。これまで「世界大学ランキング」においては組織が小規模であり不利となっていたが、カルチェ・ラタンにある他学校との統合により設立されたPSL研究大学は、2018/2019年、THE世界大学ランキングでは、世界41位（国内1位）となった(東京大学は42位)。
一学年は300人程度の小規模人数の大学であるが、ノーベル賞受賞者を14人輩出している。その他の学術賞ではフィールズ賞受賞者も14人輩出している（フィールズ賞受賞者内訳、2018年まで）。

## パリ高等師範学校出身の著名人（抜粋）

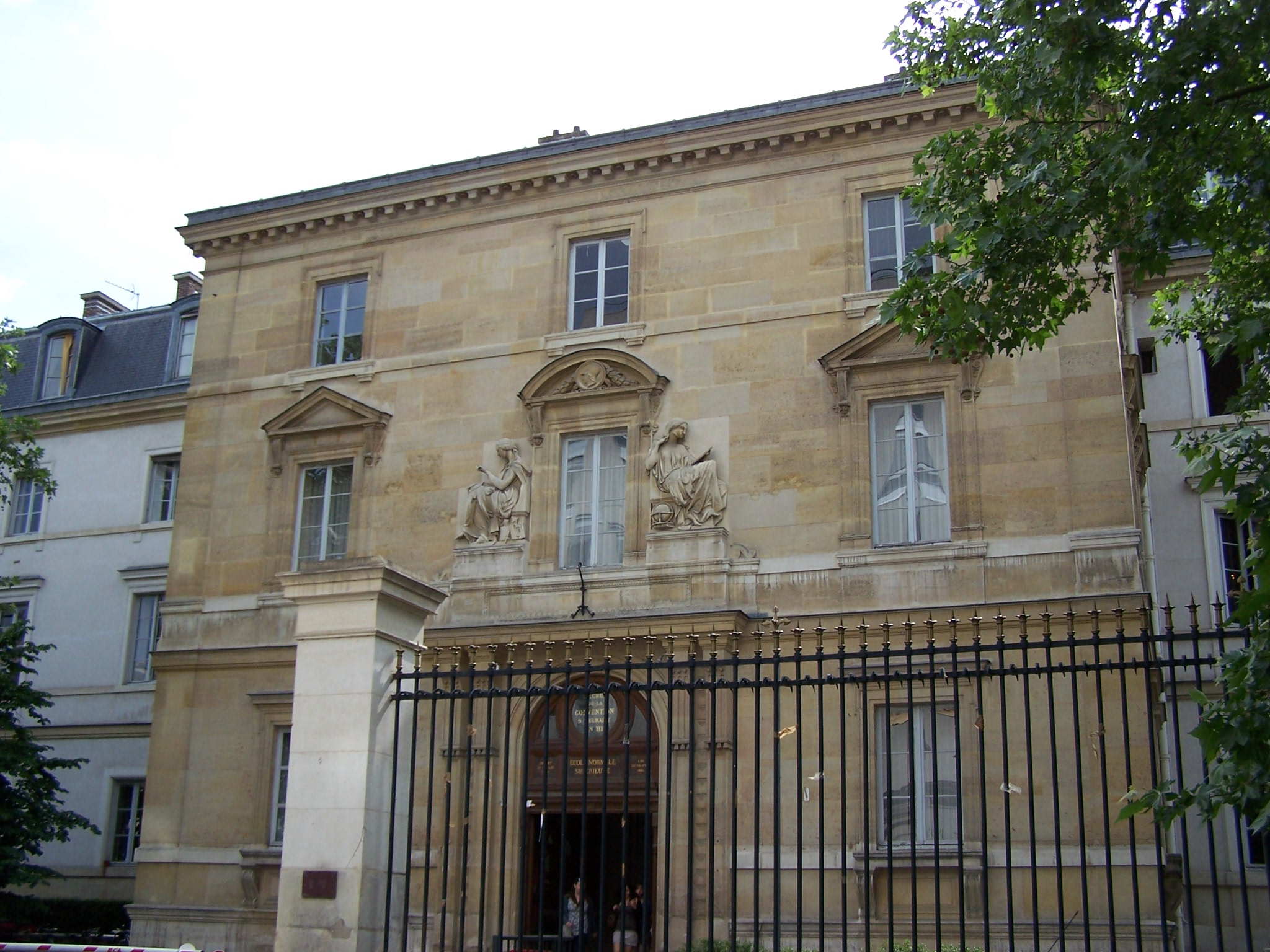
正面入口

括弧内は入学年。

### 哲学者
- アンリ・ベルクソン（1878年）- ノーベル文学賞（1927年）
- イポリート・テーヌ（1893年）
- アラン（エミール＝オギュスト・シャルティエ）（1889年）
- ポール＝ルイ・クーシュー（1901年）
- ウラジミール・ジャンケレヴィッチ（1922年）
- ジャン＝ポール・サルトル（1924年）- 作家、哲学者、ノーベル文学賞（1964年、ただし受賞を拒否）
- モーリス・メルロー＝ポンティ（1926年）
- シモーヌ・ヴェイユ（1928年）
- ルイ・アルチュセール（1939年）
- ミシェル・フーコー（1946年）
- モーリス・パンゲ
- ジャック・デリダ（1952年）
- アラン・バディウ
- ジャック・ランシエール
- エティエンヌ・バリバール（1960年）
- ベルナール＝アンリ・レヴィ（1968年）- 作家、哲学者
- ロジェ・カイヨワ - 哲学者、思想家、文芸批評家

### 文学者
- ロマン・ロラン（1886年）- ノーベル文学賞（1915年）
- シャルル・ペギー（1894年）
- ジャン・ゲーノ（1911年）- アカデミー・フランセーズ会員
- ポール・ニザン（1924年）
- アシア・ジェバール（1955年） - アルジェリア人女性で初めて旧女子高等師範学校入学

### 社会学者
- エミール・デュルケーム（1879年）
- レイモン・アロン（1924年）
- ピエール・ブルデュー（1951年）

### 数学者
- ジョゼフ・フーリエ（1794年）
- アントワーヌ・オーギュスタン・クールノー - 数学者、哲学者、経済学者
- エヴァリスト・ガロア（1829年）
- エドゥアール・リュカ
- ジャン・ガストン・ダルブー
- ポール・パンルヴェ - 数学者、首相
- エリ・カルタン（1888年）
- エミール・ボレル（1889年）
- アンリ・ルベーグ
- アンドレ・ヴェイユ（1922年）
- アンリ・カルタン（1923年）
- ジャン・デュドネ（1924年）
- クロード・シュヴァレー（1926年）
- ローラン・シュヴァルツ（1934年）- フィールズ賞（1950年）
- ジェラール・ドブルー（1941年）- 数学者、経済学者、ノーベル経済学賞（1983年）
- ルネ・トム（1943年）- フィールズ賞（1958年）
- ジャン＝ピエール・セール（1945年）- フィールズ賞（1954年）
- アレクサンドル・グロタンディーク（聴講生）- フィールズ賞（1966年）
- ピエール・ルネ・ドリーニュ（1965年）- フィールズ賞（1978年）
- アラン・コンヌ（1966年）- フィールズ賞（1982年）
- ピエール＝ルイ・リオン（1975年）- フィールズ賞（1994年）
- ジャン＝クリストフ・ヨッコス（1975年）- フィールズ賞（1994年）
- ローラン・ラフォルグ（1986年）- フィールズ賞（2002年）
- ウェンデリン・ウェルナー（1987年）- フィールズ賞（2006年）
- ゴ・バオ・チャウ（1992年）- フィールズ賞（2010年）
- セドリック・ヴィラニ（1992年）- フィールズ賞（2010年）

### 経済学者
- エマニュエル・サエズ（1992年） - 経済学者
- トマ・ピケティ（1989年） - 経済学者
- エスター・デュフロ - 経済学者、ノーベル経済学賞受賞(2019)

### その他の研究者
- ルイ・パストゥール（1843年）- 化学者、細菌学者
- ピエール＝ジル・ド・ジェンヌ - 物理学者、ノーベル物理学賞受賞（1991年）
- ポール・ヴィダル・ドゥ・ラ・ブラーシュ - 地理学者

### 政治家
- ジャン・ジョレス（1878年） - 政治家、穏健共和主義者だったが第一次世界大戦期に暗殺される。
- レオン・ブルム（1890年）- フランス首相
- エドゥアール・エリオ（1891年） - 同首相
- ジョルジュ・ポンピドゥ（1931年）- フランス大統領
- アラン・ジュペ（1964年）- 同首相
- ローラン・ファビウス（1966年）- 同首相
- ブリュノ・ル・メール（フランス語版）（1989年）- 現経済・財務省大臣

### 経営者
- アンヌ・ロベルジョン（1978年）- コジェマCEO、アレヴァCEO

## エピソード
- サルトルとニザンは、高等師範学校で哲学のアグレガシオンの試験準備を行い、1929年に揃って合格した。このときサルトルが首席で合格し、次席はシモーヌ・ド・ボーヴォワールであった（なお、ボーヴォワールの出身校はソルボンヌ大学であるが、高等師範学校のアグレガシオン準備講座も聴講していた）[7]。
- サルトルは、1928年にもアグレガシオンを受けたが不合格であった。この年、首席で合格したのがレモン・アロンである。
- フランス政府給費留学生として高等師範学校で学んだ最初の日本人は、フランス文学者の阿部良雄である（1958年入学）。その留学記『若いヨーロッパ』は、当時の高等師範学校の学生生活や慣習を報告している[8]。